# FSO Syrena
La FSO Syrena è un'autovettura prodotta dalla casa automobilistica polacca FSO dal 1957 al 1972 e dal 1972 al 1983 dalla FSM.

## Contesto
La FSO volle realizzare un'auto popolare a tre volumi che costasse molto poco e che fosse equipaggiata con un due cilindri 750 a due tempi, nato inizialmente per muovere le pompe delle autocisterne. "Syrena" in polacco significa sirena, creatura mitologica metà donna e metà pesce simbolo della città di Varsavia, dove la vettura veniva fabbricata.

Dopo il primo prototipo presentato nel 1955 la produzione iniziò con il modello Syrena 100, seguito dai modelli 101, 102, 103 e 104 presentati tra il 1960 e il 1965. Nel 1972, anno in cui la produzione passò alla FSM, fu presentata la Syrena 105, distinguibile dalle più tradizionali portiere incernierate anteriormente anziché posteriormente come le sue precorritrici. 

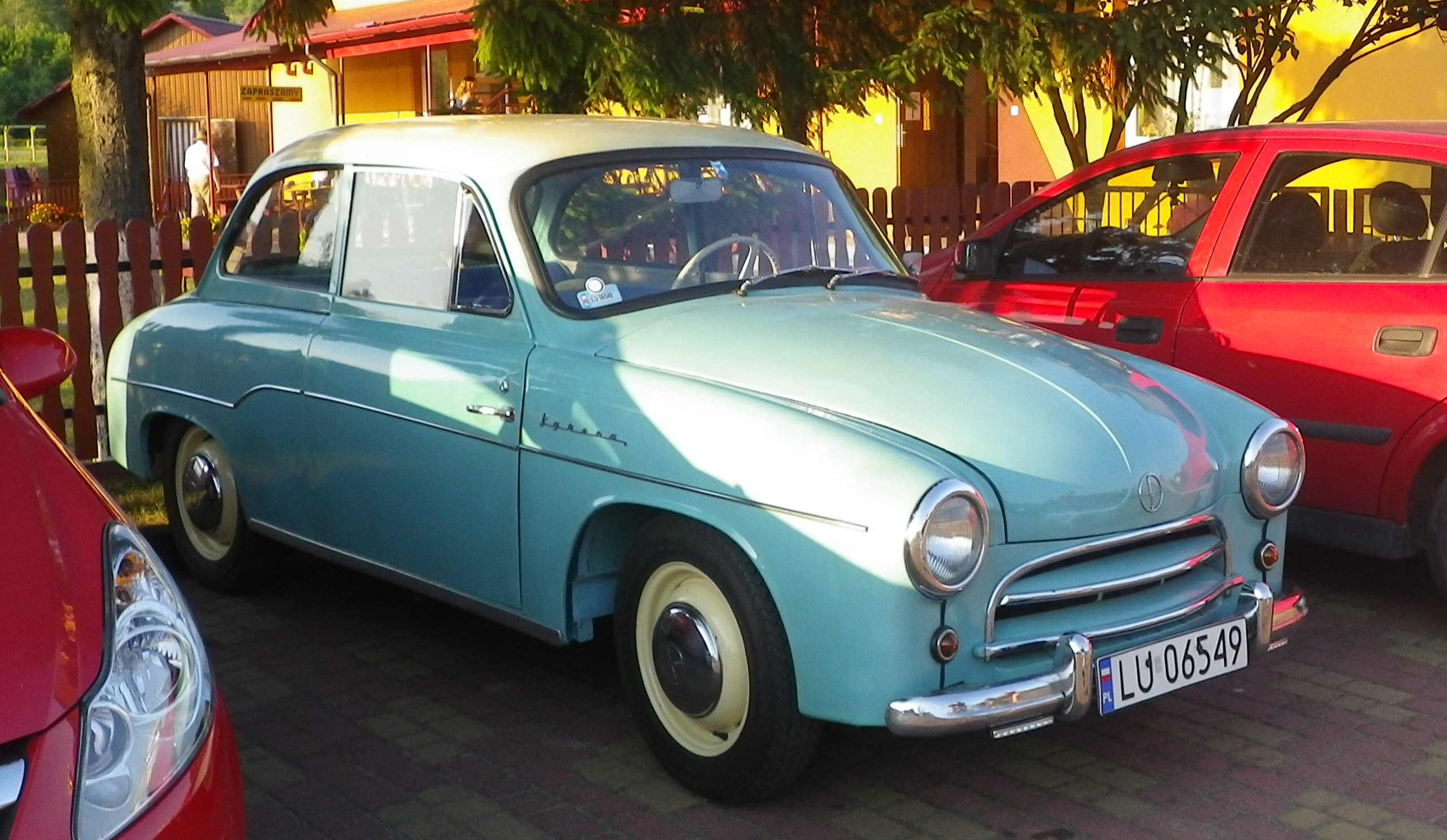
FSO Syrena 101
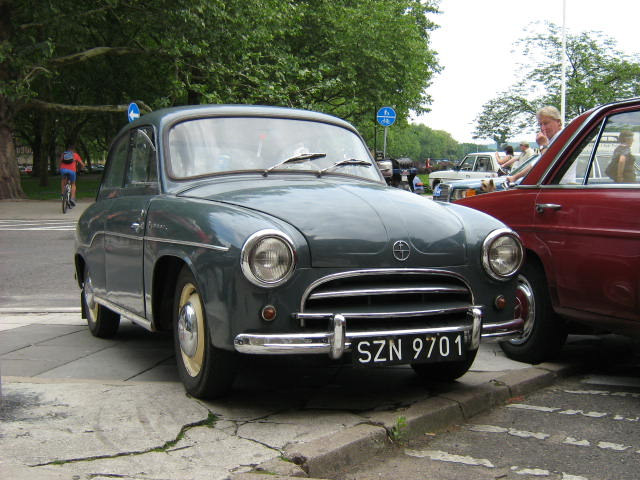
FSO Syrena 102
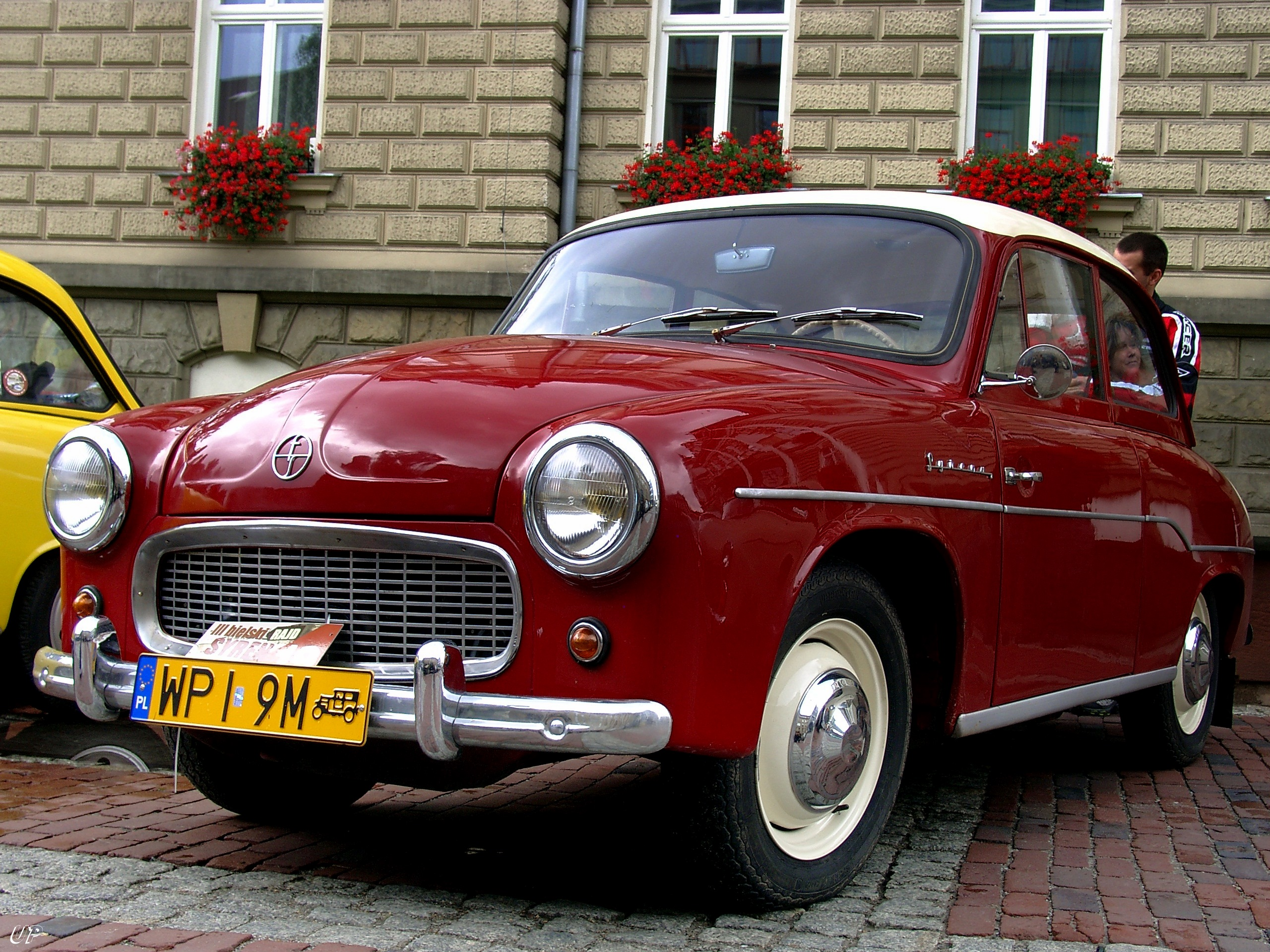
FSO Syrena 103
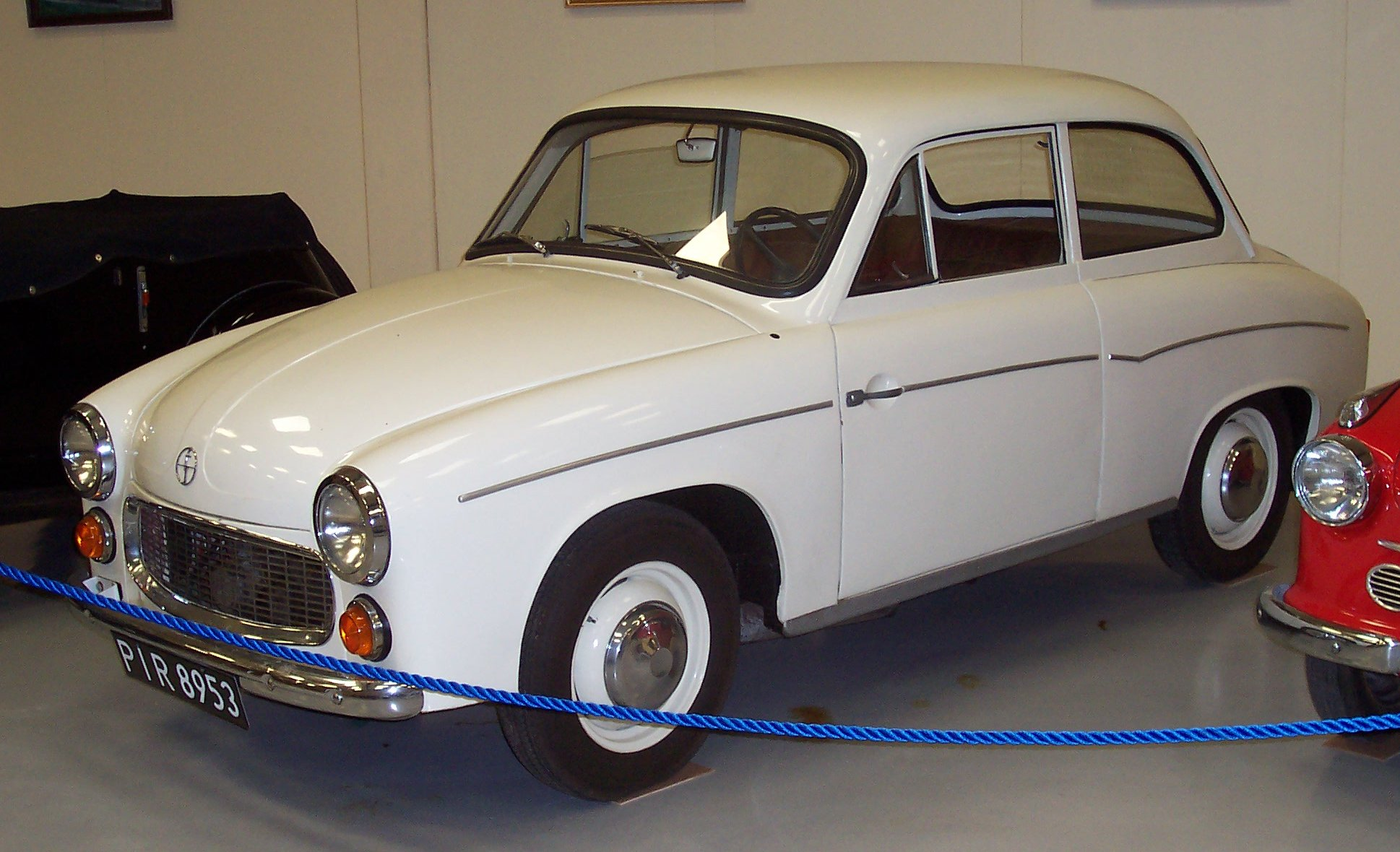
FSO Syrena 104
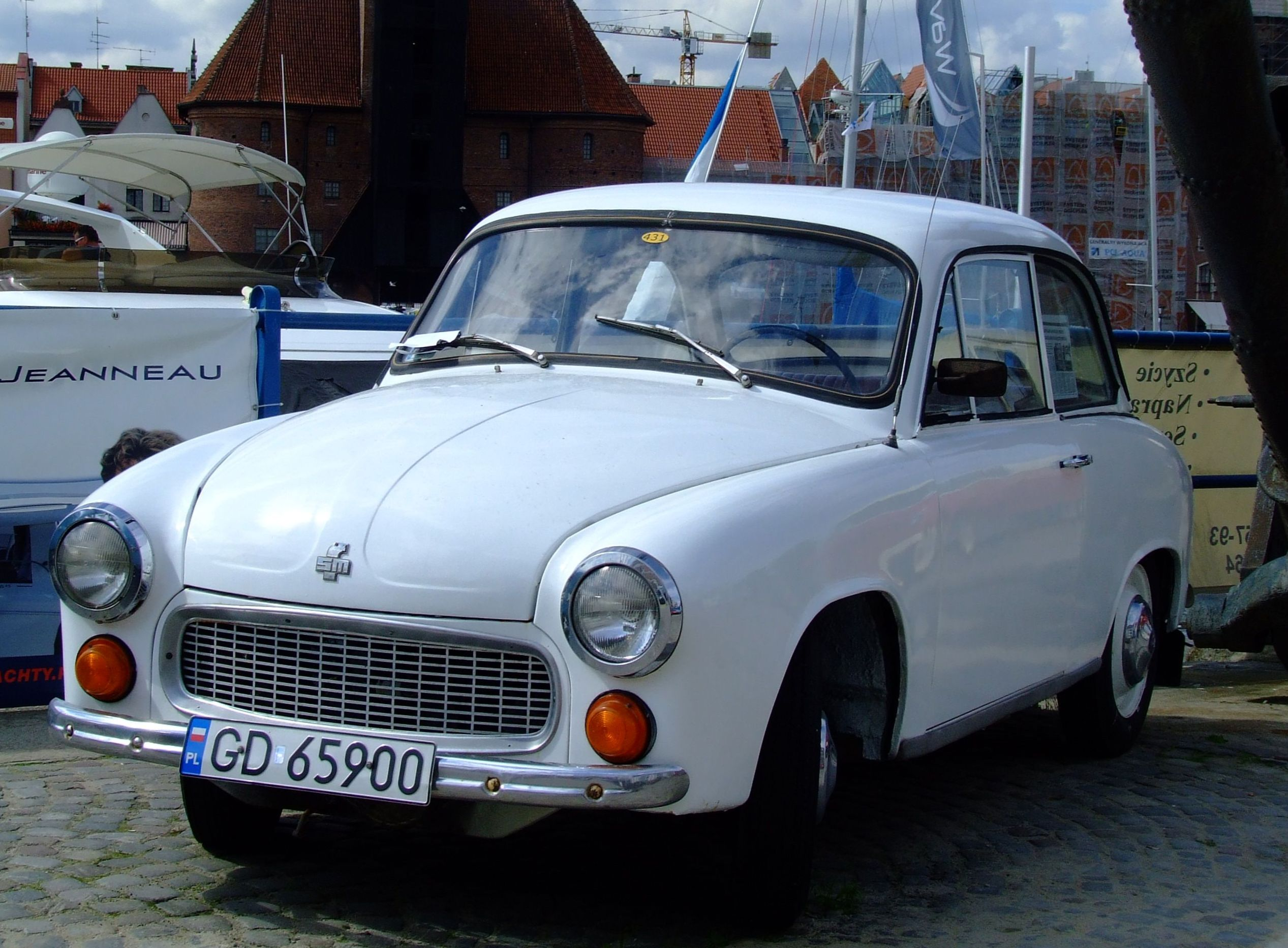
FSM Syrena 105

Nel 1965 venne equipaggiata da un motore a tre cilindri di derivazione della non più operante Wartburg. Nel 1972, dopo 177.234 esemplari prodotti, la produzione venne spostata agli impianti della Fabryka Samochodów Małolitrażowych di Bielsko-Biała, dove, in 11 anni, se ne produssero ulteriori 344.099 esemplari.

### Versioni derivate
Fino agli anni '60 la Syrena fu proposta unicamente come berlina due porte. Furono presentati vari prototipi con diverse carrozzerie (come la famosa coupé Syrena Sport) che però non superarono lo stadio prototipale.
Sarà solo nei primi anni '70 che la gamma della Syrena verrà ampliata, con delle versioni adibite al trasporto merci, vale a dire la furgonetta Syrena Bosto e il pick-up Syrena R-20.